# Zofia Kucówna

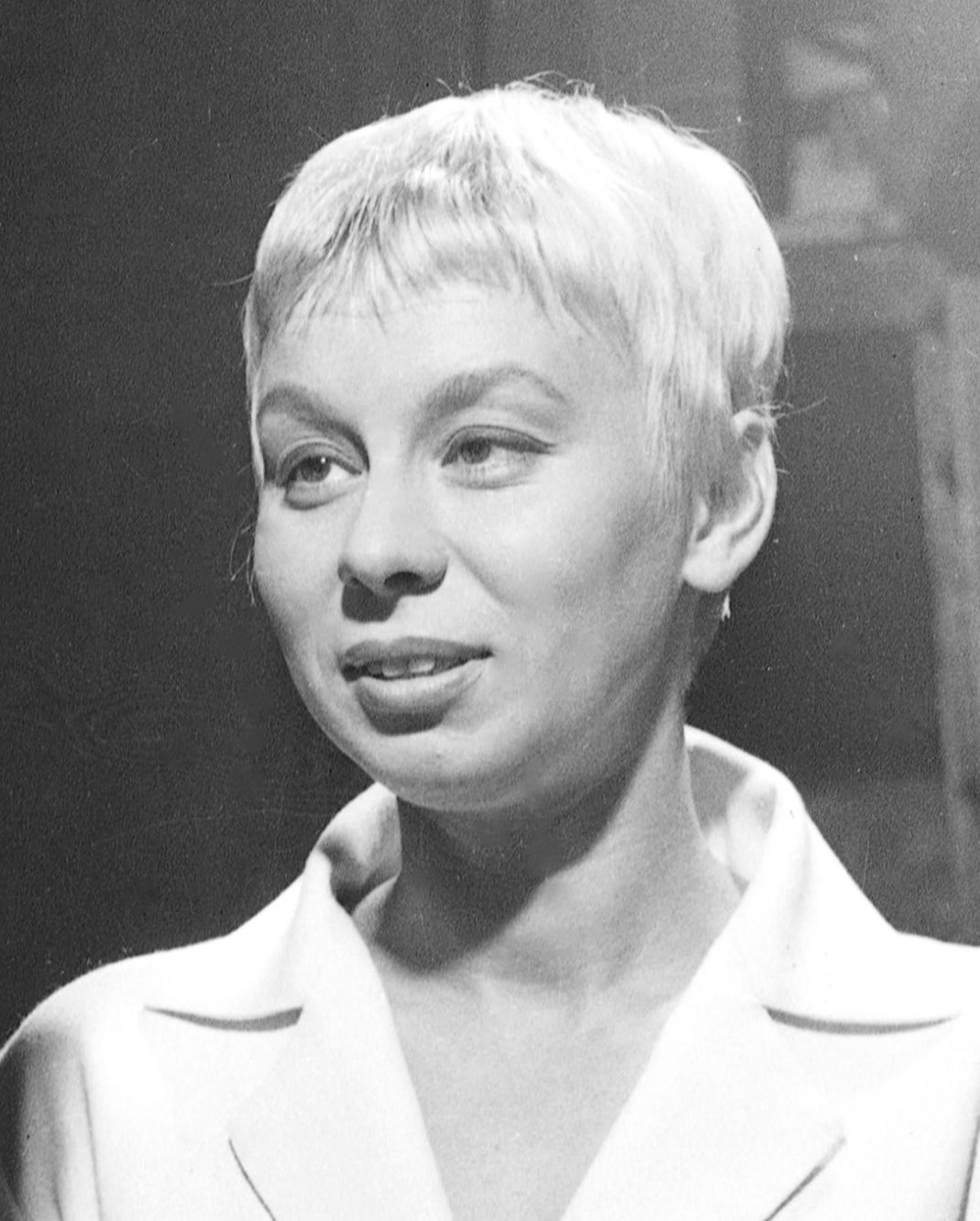
Zofia Kucówna (1961)

Zofia Kucówna (sinh ngày 12 tháng 5 năm 1933 tại Warsaw) là một diễn viên người Ba Lan.

## Sự nghiệp
Zofia Kucówna tốt nghiệp Học viện Nghệ thuật Sân khấu Quốc gia AST ở Kraków vào năm 1955. Sau đó, bà là một trong những diễn viên sân khấu xuất sắc tại: Nhà hát Młodego Widza ở Kraków (1955–1957), Nhà hát Juliusz Osterwa ở Lublin (1957–1959) và 4 nhà hát khác ở Warsaw, bao gồm Nhà hát Powszechny (1959–1964, 1966–1968), Nhà hát Ateneum (1964–1965, 1982–1986), Nhà hát quốc gia (1968–1982), và Nhà hát Współczesny (1986 –2006).
Ngoài sự sự nghiệp diễn xuất trên sân khấu, Zofia Kucówna còn nổi tiếng với các bộ phim điện ảnh và phim truyền hình Ba Lan như Wielka, większa i największa (1962), Spirala (1978), Pestka (1995), Syzyfowe prace (2000) và Dom nad rozlewiskiem (2009).
Zofia Kucówna còn là tác giả của một số cuốn sách thể loại hồi ký, trong đó nổi tiếng nhất là cuốn Zatrzymać czas được bà cho ra mắt vào năm 1990.
Zofia Kucówna được trao tặng Huân chương Polonia Restituta (1970, 1978 và 1998) và Huy chương vàng Huy chương Công trạng về văn hóa - Gloria Artis (2008) vì những cống hiến lớn lao cho nghệ thuật và văn hóa Ba Lan.